# لينا كريستين إلينجسن
لينا كريستين إلينجسن (بالنرويجية البوكمول: Lena Kristin Ellingsen)‏ هي ممثلة نرويجية، ولدت في 14 سبتمبر 1980 في Saltdal Municipality ‏ في النرويج.

## وصلات خارجية
- لينا كريستين إلينجسن على موقع IMDb (الإنجليزية)
- لينا كريستين إلينجسن على موقع قاعدة بيانات الفيلم (الإنجليزية)